# Jesús María Zamora
Jesús María Zamora Ansorena (født 1. januar 1955 i Errenteria, Spanien) er en spansk tidligere fodboldspiller (midtbane).
På klubplan spillede Zamora hele sin karriere, fra 1973 til 1989, hos Real Sociedad i San Sebastián. Han spillede over 450 ligakampe for klubben, og var med til at vinde to spanske mesterskaber i træk for holdet, i henholdsvis 1981 og 1982, samt en Copa del Rey-titel i 1987.
Zamora spillede desuden 30 kampe for Spaniens landshold. Han debuterede for holdet 21. december 1978 i en venskabskamp på udebane mod Italien. Han var en del af den spanske trup til både EM 1980 i Italien, samt til VM 1982 på hjemmebane.

## Titler
La Liga
- 1981 og 1982 med Real Sociedad

Copa del Rey
- 1987 med Real Sociedad

Supercopa de España
- 1982 med Real Sociedad